# Amphoe Si Prachan
Amphoe Si Prachan (Thai: อำเภอ ศรีประจันต์, Aussprache: ʔāmpʰɤ̄ː sǐː prā.tɕān) ist ein Landkreis (Amphoe – Verwaltungs-Distrikt) im östlichen Teil der Provinz Suphan Buri. Suphan Buri liegt im Westen der Zentralregion von Thailand. 

## Geographie
Die benachbarten Amphoe sind im Uhrzeigersinn von Süden aus: die Amphoe Mueang Suphan Buri, Don Chedi und Sam Chuk der Provinz Suphan Buri, sowie die Amphoe Sawaeng Ha, Pho Thong, Samko und Wiset Chai Chan der Provinz Ang Thong.
Die Haupt Wasser-Ressource von Si Prachan ist der Mae Nam Tha Chin (Tha-Chin-Fluss), auch Mae Nam Suphan (Suphan-Fluss) genannt.

## Geschichte
Im Jahr 1901 trennte die Regierung einige Teile des Landkreises Tha Phi Liang (heute Amphoe Mueang Suphan Buri) und Nang Buat ab, um den neuen Kreis Si Prachan einzurichten.

## Verwaltung

### Provinzverwaltung
Der Landkreis Si Prachan ist in neun Tambon („Unterbezirke“ oder „Gemeinden“) eingeteilt, die sich weiter in 64 Muban („Dörfer“) unterteilen.
| Nr. | Name         | Thai     | Muban | Einw. |
| --- | ------------ | -------- | ----- | ----- |
| 01. | Si Prachan   | ศรีประจันต์ | 06    | 8.607 |
| 02. | Ban Krang    | บ้านกร่าง  | 06    | 8.334 |
| 03. | Mot Daeng    | มดแดง    | 07    | 5.412 |
| 04. | Bang Ngam    | บางงาม   | 06    | 3.382 |
| 05. | Don Pru      | ดอนปรู    | 09    | 9.210 |
| 06. | Plai Na      | ปลายนา   | 07    | 8.329 |
| 07. | Wang Wa      | วังหว้า    | 07    | 5.382 |
| 08. | Wang Nam Sap | วังน้ำซับ   | 07    | 6.761 |
| 09. | Wang Yang    | วังยาง    | 09    | 7.002 |

### Lokalverwaltung
Es gibt sechs Kommunen mit „Kleinstadt“-Status (Thesaban Tambon) im Landkreis:
- Ban Krang (Thai: เทศบาลตำบลบ้านกร่าง) bestehend aus Teilen des Tambon Ban Krang.
- Wang Wa (Thai: เทศบาลตำบลวังหว้า) bestehend aus dem kompletten Tambon Wang Wa.
- Wang Nam Sap (Thai: เทศบาลตำบลวังน้ำซับ) bestehend aus dem kompletten Tambon Wang Nam Sap.
- Si Prachan (Thai: เทศบาลตำบลศรีประจันต์) bestehend aus den Teilen der Tambon Si Prachan, Ban Krang.
- Wang Yang (Thai: เทศบาลตำบลวังยาง) bestehend aus dem kompletten Tambon Wang Yang.
- Plai Na (Thai: เทศบาลตำบลปลายนา) bestehend aus dem kompletten Tambon Plai Na.

Außerdem gibt es vier „Tambon-Verwaltungsorganisationen“ (องค์การบริหารส่วนตำบล – Tambon Administrative Organizations, TAO)
- Si Prachan (Thai: องค์การบริหารส่วนตำบลศรีประจันต์) bestehend aus Teilen des Tambon Si Prachan.
- Mot Daeng (Thai: องค์การบริหารส่วนตำบลมดแดง) bestehend aus dem kompletten Tambon Mot Daeng.
- Bang Ngam (Thai: องค์การบริหารส่วนตำบลบางงาม) bestehend aus dem kompletten Tambon Bang Ngam.
- Don Pru (Thai: องค์การบริหารส่วนตำบลดอนปรู) bestehend aus dem kompletten Tambon Don Pru.